# Just Room Enough Island
Just Room Enough Island, jiným názvem Hub Island, je ostrov patřící Spojeným státům americkým a ležící v souostroví Tisíc ostrovů na Řece svatého Vavřince. Má rozlohu jedné třináctiny akru (přibližně 310 m²) a je označován za nejmenší obydlený ostrov na světě. V padesátých letech ostrov zakoupila rodina Sizelandova a postavila si na něm prázdninový domek, kromě něj se na ostrově nachází jeden strom, křoví a malá pláž s posezením.